# Ȥ
Ȥ، ȥ یکی از حروف الفبای لاتین است و ساخته‌شده از یک Z با قلابی در امتداد آن است. از این حرف برای نشان دادن س سایشی یا ز ممتد استفاده می‌شود. امروزه برای نگارش ادبیات آلمانی میانه برای تمیز آوای Z در این زبان به کار می‌رود؛ بدین‌صورت که ȥ صدای ز و z مشخص‌کنندهٔ آوای تس می‌باشند.